# Stadion Wankdorf
El Stadion Wankdorf (en español: Estadio Wankdorf), entre 2005 y 2020 llamado Stade de Suisse, es un estadio de fútbol ubicado en la ciudad de Berna, Suiza, fue inaugurado el 30 de julio de 2005 y construido en el mismo lugar donde se erigió anteriormente el histórico Wankdorfstadion. El aforo total es de 32.000 espectadores sentados, que lo convierte en el segundo estadio más grande de Suiza. El estadio es sede del equipo de la ciudad el BSC Young Boys y en 2008 fue una de las cuatro sedes suizas de la Eurocopa 2008.

## Historia

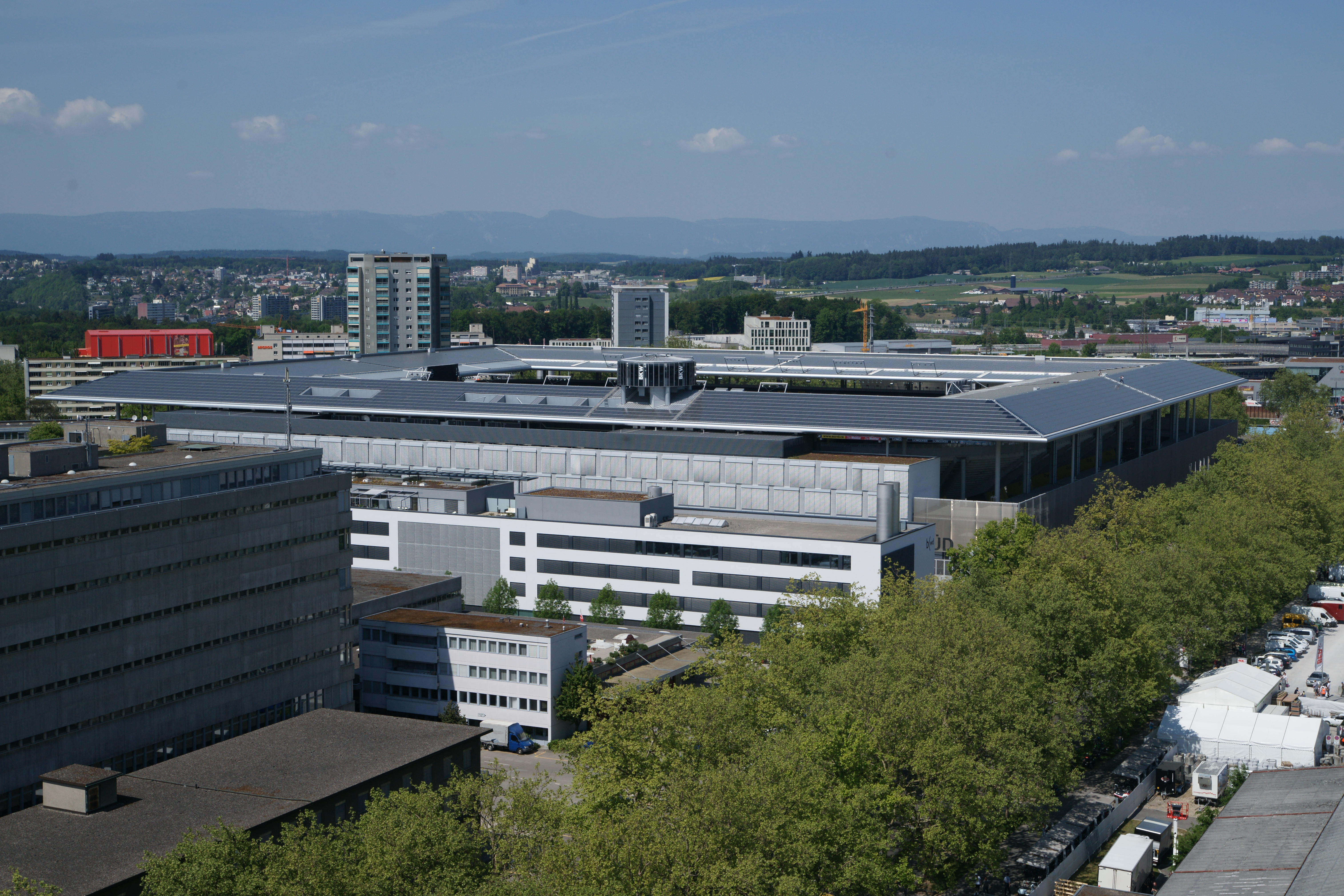
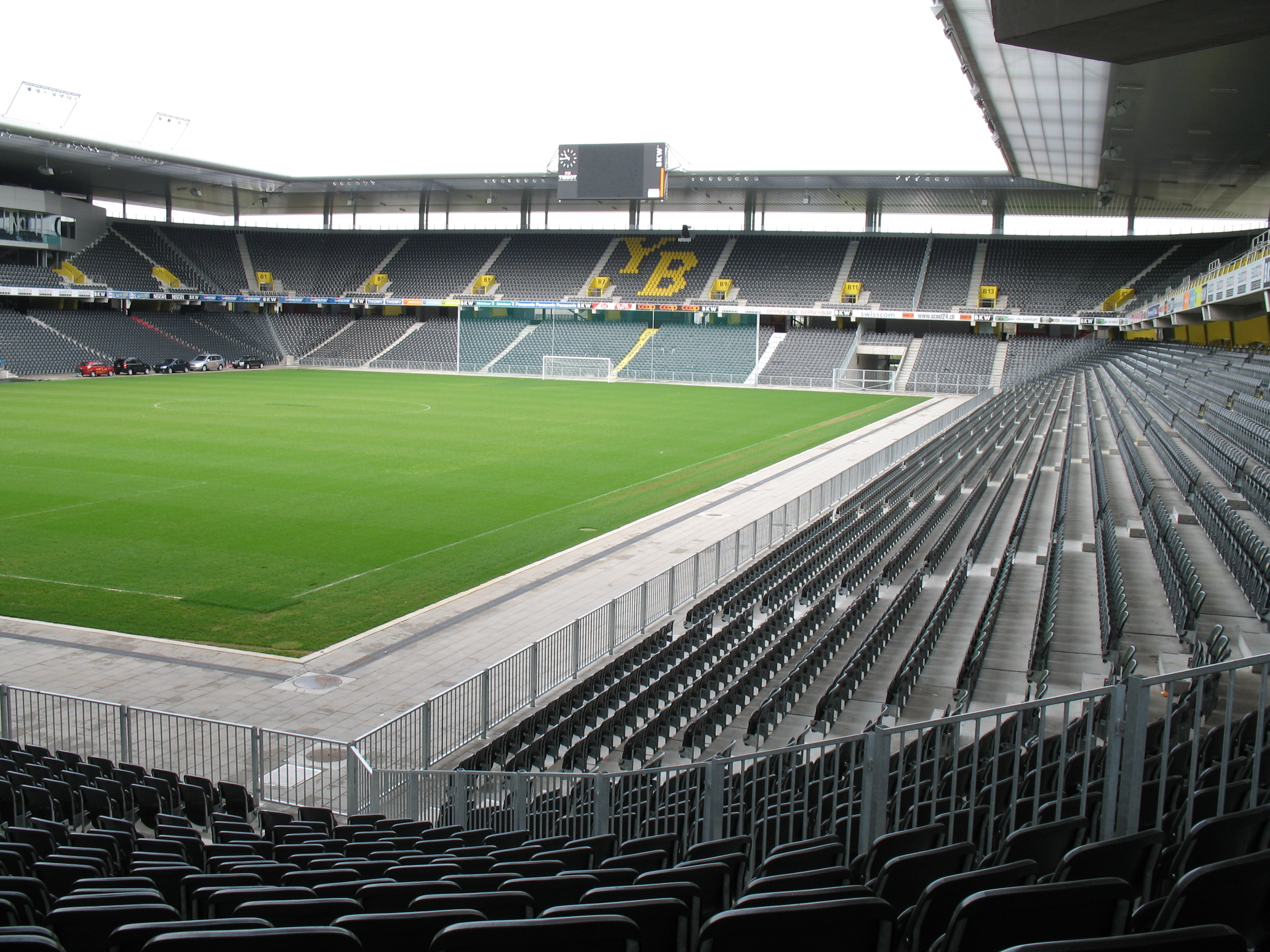
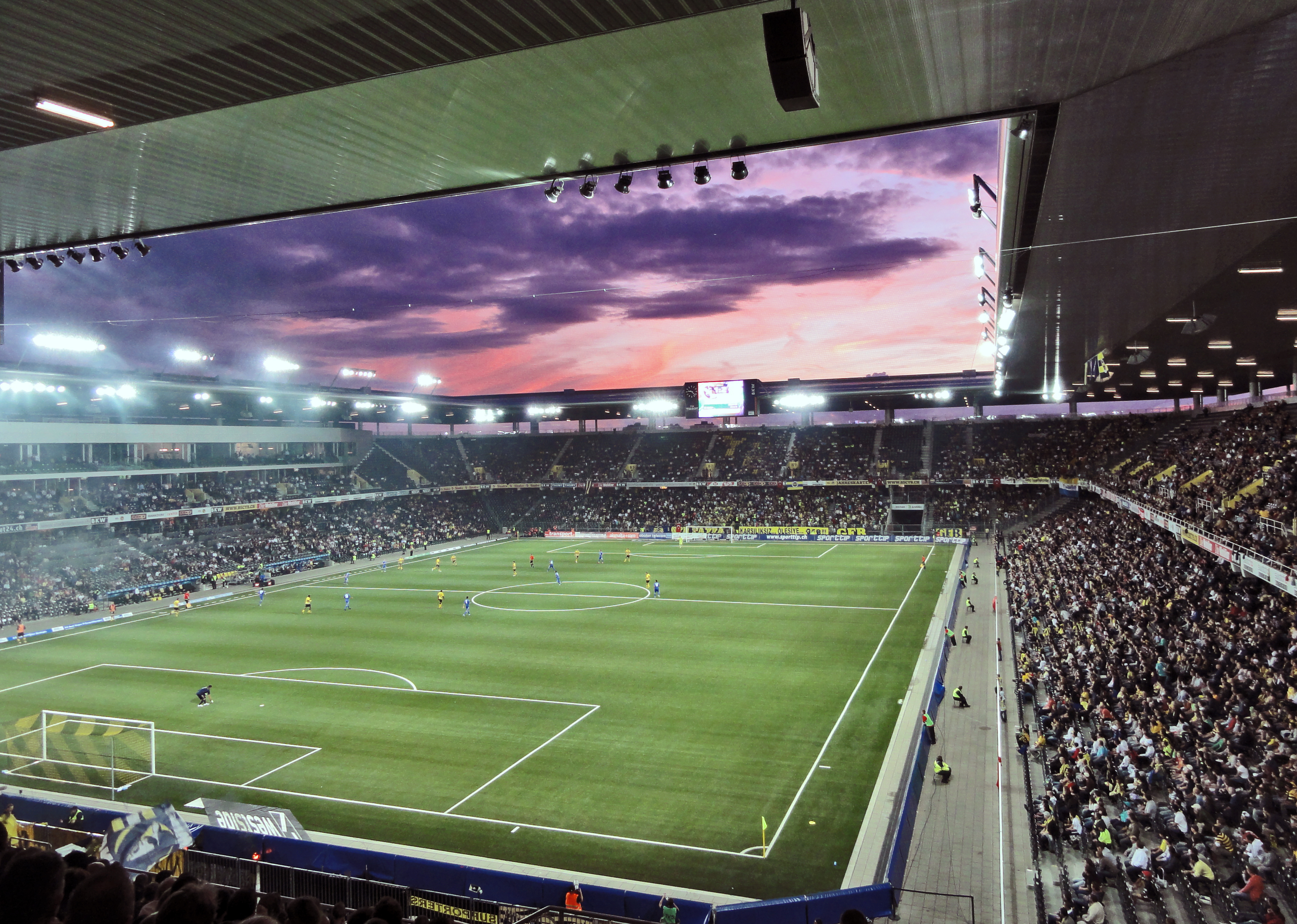

El nuevo estadio fue construido por el contratista general de Marazzi Generalunternehmung AG. La construcción tomó más de tres años, con más de 100 000 metros cúbicos de hormigón instalados, por lo que el estadio es más pesado que la Torre Eiffel. El estadio es propiedad de un grupo de inversores de Lucerna; los copropietarios incluyen a Andy Rihs, presidente de Sonova, y su hermano.
El edificio ahora se llama «Stade de Suisse Wankdorf Bern». Coloquialmente, sigue siendo conocido por los habitantes como «Wankdorf», el nombre del antiguo estadio que se erigió hasta 2001, aunque oficialmente se usa el nombre «Stade de Suisse». El nombre se remonta al hecho de que debería ser el estadio nacional de Suiza. La mayoría de los aficionados, sin embargo, se apegan al nombre «Wankdorf». Sin embargo, como en el estadio había césped artificial, inicialmente no se jugaban partidos internacionales en el Stade de Suisse. Para el Campeonato Europeo de Fútbol 2008, el césped artificial tuvo que ser reemplazado por césped natural. Después de tres partidos de grupo del Grupo C, el césped artificial fue reubicado de nuevo.
Entre diciembre de 2011 y junio de 2014 se jugó en césped natural, desde la temporada 2014-15, los Young Boys nuevamente usaron un césped artificial. Las razones para el regreso al césped artificial son los menores costos de mantenimiento y las mejores condiciones de entrenamiento.
El estadio cuenta con una capacidad para 31 783 espectadores sentados, y el sector de los aficionados ha estado en los sectores D4 a D10 desde el 10 de octubre de 2009. Los asientos se quitaron a petición de los aficionados para los partidos nacionales. Esto convierte al Stade de Suisse en el segundo estadio más grande de Suiza. Se encuentra a unos dos kilómetros al norte del centro de la ciudad en el distrito de Wankdorf. El estadio también alberga uno de los centros comerciales más grandes de Suiza.

## Eventos

### Eurocopa 2008
- El Stade de Suisse albergó tres partidos de la Eurocopa 2008. 
| Fecha               | Selección #1 | Resultado | Selección #2 | Ronda                 | Espectadores |
| ------------------- | ------------ | --------- | ------------ | --------------------- | ------------ |
| 9 de junio de 2008  | Países Bajos | 3–0       | Italia       | Primera fase, Grupo C | 30 777       |
| 13 de junio de 2008 | Países Bajos | 4–1       | Francia      | Primera fase, Grupo C | 30 777       |
| 17 de junio de 2008 | Países Bajos | 2–0       | Rumania      | Primera fase, Grupo C | 30 777       |

## Memorial

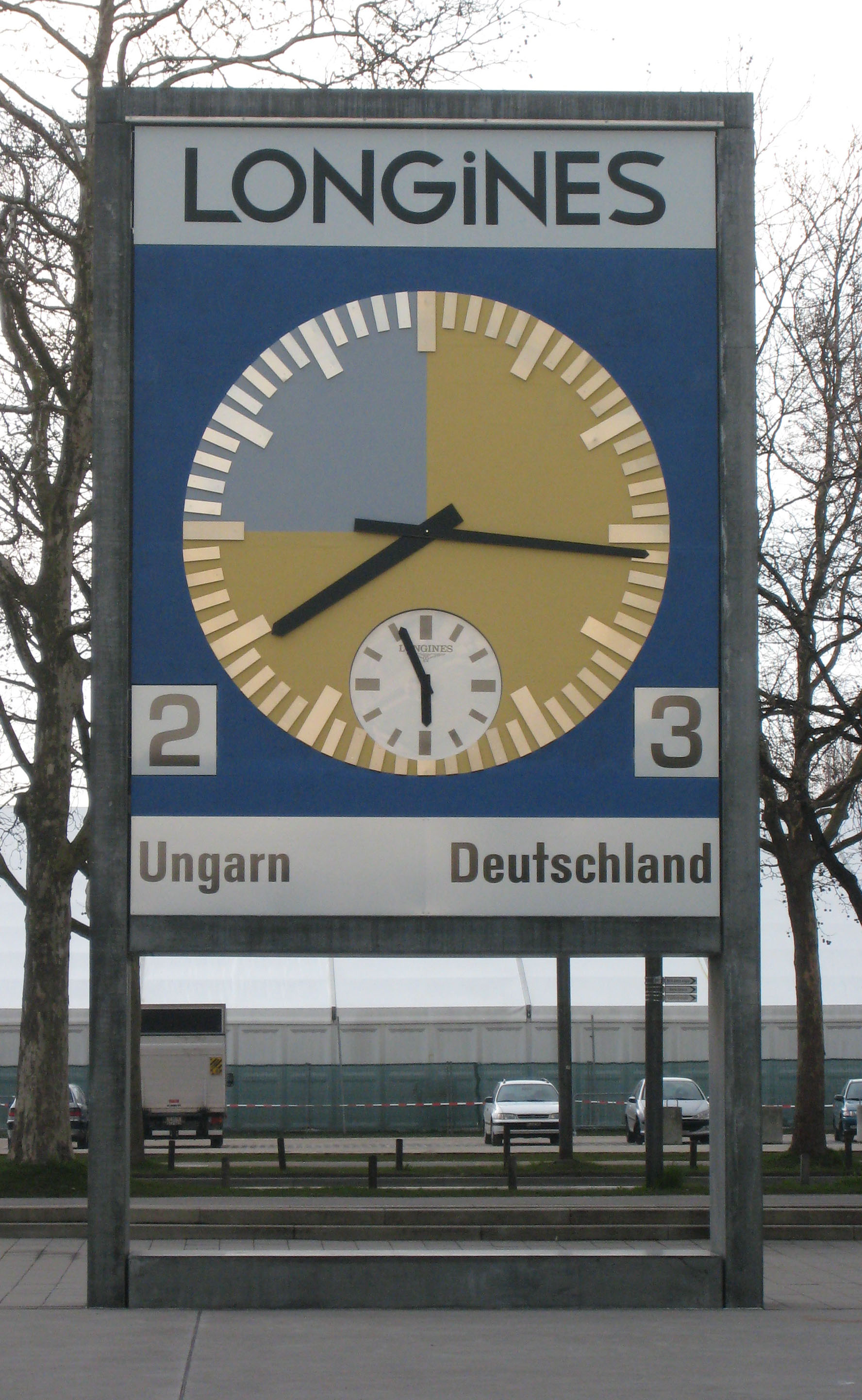
El histórico reloj Longines en las afueras del nuevo estadio con el marcador de la final del Mundial 1954, conocida como «el Milagro de Berna».

El punto de referencia del viejo Wankdorf era el reloj del estadio de Longines. Como esta parte del estadio era mundialmente famosa en particular, este reloj se instaló de nuevo a principios de diciembre de 2007 en la plaza frente al estadio. Se utilizan todas las piezas originales conservadas y renovadas. El anuncio mostró por primera vez el resultado de la Copa Mundial de 1954: la legendaria final disputada entre Hungría y Alemania que finalizó con dos goles a tres favorable a los germanos.
Pero desde agosto de 2008 recuerda a muchos seguidores del Young Boys del último partido en el antiguo Estadio Wankdorf entre los Young Boys y el Lugano, que finalizó con empate a un gol. El encuentro tuvo lugar el 7 de julio de 2001 frente a 22 200 espectadores. Julio Hernan Rossi tomó la delantera de Lugano antes de que Reto Burri anotara el último gol en Wankdorf.